# Henriade
Henriada (La Henriade) – poemat epicki w 10 pieśniach autorstwa Woltera.

## Forma
Epos składa się z 10 pieśni (w pierwszym wydaniu z 9) pisanych 12-zgłoskowym wierszem sylabicznym z podziałem po zgłosce szóstej – aleksandrynem, rymowanym parzyście.
Je chante ce héros qui régna sur la France

Et par droit de conquête et par droit de naissance ;

Qui par de longs malheurs apprit à gouverner,

Calma les factions, sut vaincre et pardonner,

Confondit et Mayenne, et la Ligue, et l’Ibère,

Et fut de ses sujets le vainqueur et le père.

## Wydania
Pierwotnie wydrukowany ze skrótami w 1723 pod tytułem la Ligue ou Henry le grand, poème épique w Genewie. Następnie wydany pod właściwym tytułem Henriade w 1728 roku w Londynie i publikowany później wielokrotnie w ciągu życia autora.
Według Woltera dzieło napisane zostało na cześć Henryka IV Burbona, króla Francji, pełniącego rządy przez ponad 20 lat podczas sporów i walk między hugenotami i katolikami. W czasie, w którym rozgrywa się książka (1589), trwa oblężenie Paryża ze strony Henryka III Walezego, a tematem jest fanatyzm religijny, wojna, tolerancja oraz ówczesna sytuacja polityczna Francji.
Wolter zaproponował wydanie eposu królowi Ludwikowi XIV, jednak poprzez regenta przysłano mu odmowę, zarzucając herezję. Przysłano też z powrotem tekst ocenzurowany, z gwiazdkami zamiast tekstu. Postanowił więc wydać Henriadę potajemnie, bez zgody króla. Wydanie okrojone, w 9 pieśniach z 1723 nosi tytuł La Ligue ou Henry le grand i zostało wydane w Genewie. Dopiero 5 lat później Ludwik XV przysłał biedującemu w Londynie Wolterowi 2 tys. koron oraz zgodę na subskrypcję i druk pełnego wydania Henriady. Nie zgodził się jednak na dedykację utworu swojej osobie. Wobec tych okoliczności epos został zadedykowany królowej angielskiej Elżbiecie i wydrukowany w pełnej wersji w Londynie dzięki patronatowi królowej. Za życia autora wyszło jeszcze kilka wydań dzieła, przysparzając mu sukcesów finansowych.
W Polsce autorami tłumaczeń byli m.in. Jan Kanty Chodani (1803), Euzebiusz Słowacki (1803) i Ignacy Dembowski. Julian Niemcewicz przetłumaczył 2 pieśni Henriady w 1777 roku (niezachowane).

## Fabuła
Każda z 10 części eposu rozpoczyna się wstępem, chwalącym cnoty króla Henryka oraz streszczającym dalszą wierszowaną treść.
1. W pierwszej pieśni następuje pochwała Henryka-bohatera, który przez wiele nieszczęść spadających na jego kraj nauczył się rządzić i zapanował nad poddanymi i swoim ojcem. Henryk III zaczyna oblężenie Paryża przeciw Lidze Katolickiej i posyła Henryka, króla Nawarry, do Anglii do Królowej Elżbiety po pomoc. Nawałnica na morzu, szczęśliwe przybicie do brzegów Anglii i przepowiednia starca o zdobyciu tronu i zmianie wiary Henryka.
2. W drugiej pieśni Henryk opowiada królowej angielskiej Elżbiecie o nieszczęściu Francji od ich początków do Nocy św. Bartłomieja.
3. W trzeciej pieśni następuje opis śmierci króla Karola IX, panowanie Henryka III, jego charakter, zabójstwo księcia de Guise oraz dalsze losy Henryka.
4. W czwartej pieśni Niezgoda sprowadza Mayenne do paktowania z papieżem Sykstusem V w Rzymie, spory z Parlamentem oraz postępujące wzburzenie i niepokoje w Paryżu; uwięzienie Parlamentu przez fanatycznych mnichów.
5. W piątej pieśni niezgoda i fanatyzm pobudzają dominikanina Jacques’a Clémenta do zamordowania króla Henryka, z piekła wychodzi Szatan fanatyzmu, a Liga Katolicka staje się jego ofiarą i narzędziem knowań piekielnych.
6. W szóstej pieśni opisane są spory zbierających się w Paryżu Stanów co do wyboru nowego króla, walka Henryka IV na przedpolach Paryża oraz objawienie mu się Ludwika IX Świętego, który obiecuje go wspierać i wprowadzić na tron.
7. W siódmej pieśni Ludwik IX Święty objawia Henrykowi istotę nieba i piekła, przenosząc go tamże, i ukazuje mu przeznaczenie wielkich ludzi, którzy mają wsławić w przyszłości Francję.
8. W ósmej pieśni Hrabia Egmont prosi króla Hiszpanii o pomoc dla Mayenne i Ligi. Bitwa pod Ivry, w której Mayenne został pokonany, a Egmont zabity. Wielkość i łaskawość Henryka.
9. Dziewiąta pieśń niesie opis Świątyni Miłości. Miłość do pięknej Gabrielle ma zmiękczyć odwagę Henryka IV, lecz Mornay wyrywa go z pęt uczucia i skłania do powrotu do swojej armii.
10. Pieśń ostatnia – dziesiąta – to powrót króla do jego armii. Pojedynek hrabiego de Turenne z kawalerem d’Aumale. Głód w Paryżu; sam król karmi lud, którego miasto oblega, a niebo w końcu wynagrodzi jego zalety. Prawda zwycięża. Paryż otwiera swoje drzwi, a wojna jest skończona[4].